# Le Jeu de Daniel

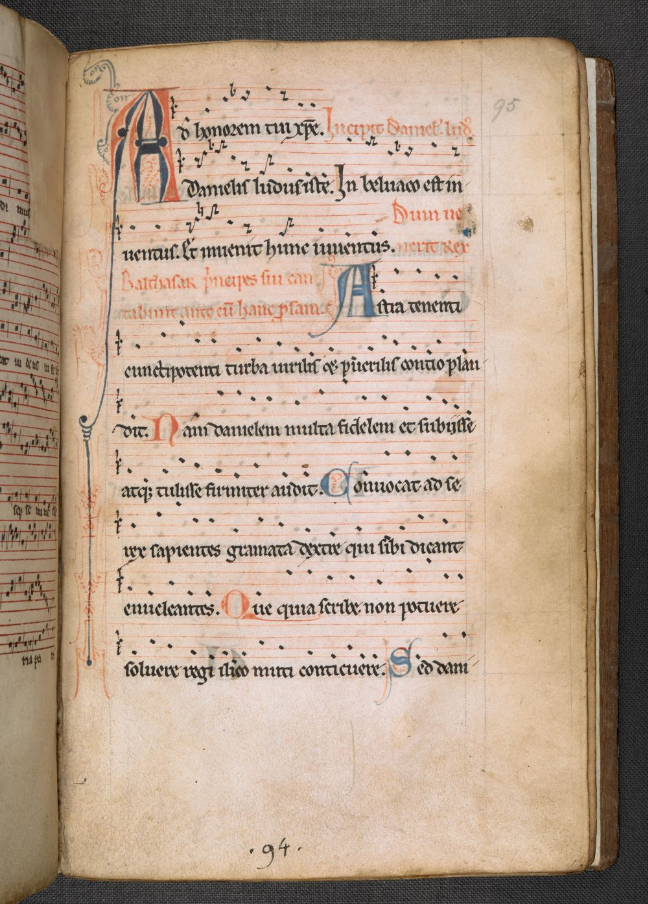
Manuscrit Ludus Danielis, 13e siècle.

Le Jeu de Daniel, ou Ludus Danielis, est un drame liturgique médiéval en latin, composé au XIIIe siècle à Beauvais, basé sur le Livre de Daniel. Deux versions ont traversé les siècles, et l'une de ces versions est accompagnée d'une musique monodique.

## Version d'Hilaire
Cette version est conservée dans le manuscrit Lat 11331 de la Bibliothèque nationale de France. Le texte serait d'Hilaire d'Orléans, élève d'Abélard, et aucune musique ne l'accompagne. Le texte date d'environ 1140. Il est indépendant de celui de Beauvais, mais il suit également l'histoire biblique.

## Version de Beauvais
Cette version, de loin la plus connue, est un drame du XIIIe siècle avec accompagnement musical, écrit entre 1227 et 1234 par des élèves de l'école de la cathédrale de Beauvais. Une grande partie du texte est d'origine poétique plutôt que strictement liturgique. Le texte suit de près le récit de l'histoire biblique de Daniel à la cour de Balthazar.
Aux États-Unis, cette version a été reprise dans les années 1950 par Noah Greenberg, directeur du New York Pro Musica ; un commentaire en anglais, écrit et interprété par W. H. Auden, est utilisé dans certaines de leurs performances. En 1958, cette version est enregistrée au Metropolitan Museum of Art, puis publiée par Decca, avec des notes de Paul Henry Lang et Dom Rembert Weakland, OSB, qui avait découvert le texte à la British Library . Depuis cette production de New York Pro Musica, le Jeu de Daniel  a été très souvent donné par divers ensembles de musique ancienne américains . Notons également la production en 1985 de la Boston Camerata, mise en scène par Andrea von Ramm, sous la direction musicale de Joel Cohen. En 2008, The Dufay Collective et William Lyons sortent leur CD, The Play of Daniel sur le label américain Harmonia Mundi. Une nouvelle production du Jeu de Daniel par la Boston Camerata, cette fois sous la direction de la médiéviste d'origine française Anne Azéma, a été présentée à Boston en novembre 2014. Daniel a été joué par le ténor Jordan Weatherston Pitts. En 2008, une nouvelle production est réalisée, en commémoration du 50e anniversaire de la version de 1958. La mise en scène est de Drew Minter et la direction musicale est assurée par Mary Anne Ballard. Le spectacle a été repris au cours des saisons suivantes, en 2012 au Cloisters et en 2013 et 2014 dans le cadre du Twelfth Night Festival à Trinity Church Wall Street.
Le Jeu de Daniel est adapté pour la télévision australienne en 1961.

## Personnages
- Prince, fils de Balthazar
- Balthazar
- deux sages
- Trois conseillers envieux
- Habacuc
- Reine, femme de Balthazar
- Daniel
- Darius le Mède
- Deux conseillers
- Un ange
- Ange annonciateur
- Satrapes et soldats

## Enregistrements
- New York's Ensemble for Early Music, Ludus Danielis, direction de Frederick Renz, Foné Ita, 1996.
- Ensemble Venance Fortunat, Daniel - Opéra sacré, direction d'Anne-Marie Deschamps, L'Empreinte Digitale, 1996.
- Clemencic Consort, Ludus Danielis (Liturgical Drama Of The XII Century), direction de René Clemencic, Ermitage, 1996.
- The Dufay Collective, Le Jeu de Daniel, Harmonia Mundi USA, 2008.